# Deshane Beckford
Deshane Robert Beckford (ur. 14 kwietnia 1998 w Montego Bay) – jamajski piłkarz występujący na pozycji bocznego pomocnika, reprezentant Jamajki, od 2024 roku zawodnik amerykańskiego Hartford Athletic.